# Dimmi
Dimmi... è il terzo singolo estratto dall'album Ferro e cartone di Francesco Renga, entrato in rotazione radiofonica dall'11 gennaio 2008.
Del brano è stato girato anche un videoclip la cui regia è stata affidata a Gaetano Morbioli.